# Витре-сюр-Манс
Витре́-сюр-Манс (фр. Vitrey-sur-Mance) — коммуна во Франции, находится в регионе Франш-Конте. Департамент — Верхняя Сона. Входит в состав кантона Витре-сюр-Манс. Округ коммуны — Везуль.
Код INSEE коммуны — 70572.

## География
Коммуна расположена приблизительно в 280 км к юго-востоку от Парижа, в 70 км севернее Безансона, в 37 км к северо-западу от Везуля.
На севере коммуны протекает река Аманс.

## Население
Население коммуны на 2010 год составляло 291 человек.
| 1962 | 1968 | 1975 | 1982 | 1990 | 1999 | 2010 |
| ---- | ---- | ---- | ---- | ---- | ---- | ---- |
| 423  | 446  | 380  | 364  | 343  | 333  | 291  |

## Экономика

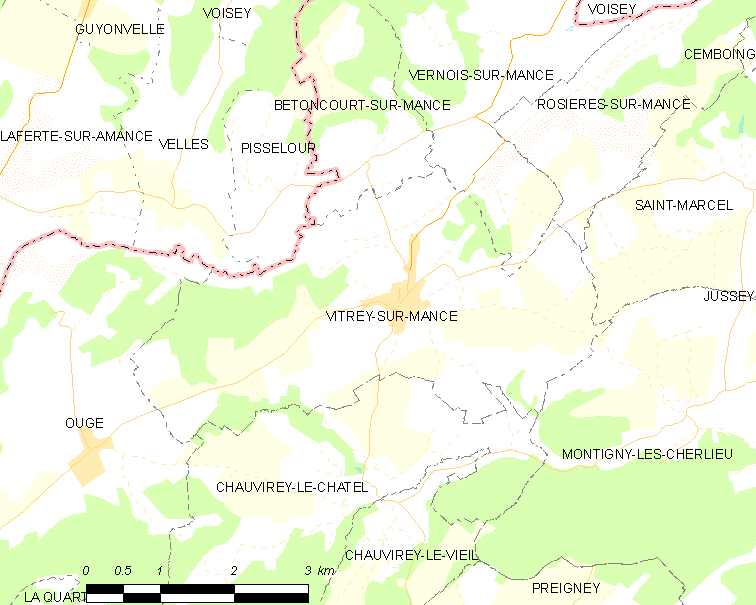
Карта коммуны

В 2010 году среди 164 человек трудоспособного возраста (15—64 лет) 94 были экономически активными, 70 — неактивными (показатель активности — 57,3 %, в 1999 году было 65,5 %). Из 94 активных жителей работали 85 человек (42 мужчины и 43 женщины), безработными было 9 (4 мужчины и 5 женщин). Среди 70 неактивных 8 человек были учениками или студентами, 45 — пенсионерами, 17 были неактивными по другим причинам.